# Língua usbeque
O usbeque ou uzbeque (oʻzbek tilii ou oʻzbekcha no alfabeto latino; Ўзбек тили no alfabeto cirílico; أۇزبېك ﺗﻴﻠی no alfabeto árabe), é uma língua turcomana, idioma oficial do Usbequistão. Cerca de 52,5 milhões de pessoas usam a língua usbeque como idioma primário, entre eles a maior parte dos usbeques que vivem no Uzbequistão e em outros países da Ásia Central. O usbeque pertence à família carluca das línguas turcomanas, e, consequentemente, seu vocabulário e sua gramática estão mais ligados ao idioma uigur, ao mesmo tempo em que foi influenciado pelo persa, pelo árabe e pelo russo.

## História
Os falantes de idiomas turcomanos provavelmente se estabeleceram nas bacias dos rios Amu Dária, Sir Dária e Zarafexã desde pelo menos o século VII, gradualmente expulsando os falantes de idiomas indo-europeus que habitavam anteriormente a Sogdiana, a Báctria e a Corásmia, ou alterando seus falares. A primeira dinastia turcomana na região foi a dos caracânidas, entre os séculos IX e XII.
O usbeque pode ser considerado como um descendente direto ou uma forma tardia do chagatai, o idioma do grande desenvolvimento literário turcomano ocorrido na Ásia Central durante o reino de Chagatai Cã, Tamerlão e os timúridas. O idioma foi defendido por Alicher Navoi nos séculos XV e XVI. Baseado na variante carluque dos idiomas turcomanos, a língua usbeque continha diversas palavras emprestadas do persa e do árabe. Já no século XIX não era mais utilizado com frequência para composições literárias.
O termo "usbeque", quando aplicado a um idioma, teve diferentes significados ao longo do tempo. Antes de 1921 "usbeque" e "sarte" (não confundir com o gentílico homónimo) eram considerados como dialetos diferentes da mesma língua; o "usbeque" era um dialeto quipechaque com harmonia vocálica falado pelos descendentes daqueles que chegaram na Transoxiana com Xaibani Cã no século XVI, e que viviam principalmente em torno de Bucara e Samarcanda, embora o idioma turcomano falado em Tasquente também tenha harmonia vocálica; "sarte" era o dialeto carluco falado pelas populações assentadas anteriormente na região do vale de Fergana e na região de Casca Dária, e em algumas partes da atual província de Samarcanda, que continha uma presença mais pesada de influências persas e árabes, e não utilizava a harmonia vocálica. Em Quiva os falantes do sarte utilizavam uma forma do turcomano oguz altamente persianizado. Depois de 1921, o regime soviético aboliu o uso do termo "sarte" considerando-o ofensivo, e decretou que a partir de então toda a população turcomana do Turquestão deveria ser conhecida como "usbeque", mesmo aqueles que não pertenciam ao grupo tribal usbeque. A língua escrita padrão que foi escolhida para a nova república em 1924, no entanto, não foi o "usbeque" pré-revolucionário, e sim o "sarte" da região de Samarcanda, apesar dos protestos de bolcheviques usbeques como Fayzulla Khodzhayev. Os três dialetos ainda continuam a existir dentro do atual usbeque oral.

## Número de falantes
Nos países que fizeram parte da União Soviética, existem cerca de 24,7 milhões de pessoas que falam dialetos do usbeque. No Usbequistão, 21 milhão de pessoas falam o idioma como língua nativa. Existem cerca de 1,2 milhões de falantes no Tajiquistão, 1 milhão no Afeganistão, 550 096 no Quirguistão, 332 017 no Cazaquistão e 317 333 no Turcomenistão. De acordo com o censo realizado em 1990, cerca de 3 000 pessoas falam o idioma na região do Xinjiang, na China.

## Empréstimos
A influência do islã e, por extensão, do árabe, é evidente no usbeque, assim como influências residuais do russo, pelo tempo que o Usbequistão esteve sob o domínio czarista e soviético. A maior parte das palavras árabes chegaram ao usbeque através do persa. O usbeque compartilha muito dos seu vocabulário de origem persa e árabe com o tajique e o dari.

## Dialetos
A língua usbeque tem diversos dialetos, que variam bastante de região a região. Existe, no entanto, um dialeto compreendido comumente por todos, que é utilizado na mídia impressa e em boa parte de todo material impresso. Alguns linguistas consideram o idioma falado pelo povo usbeque no norte do Afeganistão como um dialeto do usbeque.

## Sistemas de escrita
Antes de 1924, o idioma usbeque, assim como a maioria dos idiomas da Ásia Central, era escrito nas diversas formas do alfabeto árabe pela pequena parte da população que era alfabetizada. Entre 1924 e 1940, como parte dos programas que visavam educar (e influenciar politicamente) o povo usbeque que possuía então, pela primeira vez, sua própria região administrativa delineada cartograficamente, o usbeque passou a ser escrito no alfabeto latino. A latinização do usbeque foi realizada no contexto da latinização de todos os idiomas turcomanos, sob influência das reformas realizadas por Kemal Atatürk no idioma turco, e não teria ocorrido se os outros idiomas turcomanos não tivessem sido igualmente latinizados.
Em 1940, sob o regime de Josef Stalin, o usbeque passou a ser forçosamente grafado no alfabeto cirílico, o que durou até 1992, quando, com a independência do país, o alfabeto latino foi reintroduzido. O uso do cirílico ainda é difundido, devido à influência cultural que a Rússia ainda exerce no país. Há um prazo para que a mudança total ao alfabeto latino seja efetuada no país, porém o prazo vem sendo alterado repetidamente.
A educação, em diversas áreas do Usbequistão, já é feita no alfabeto latino e, em 2001, o alfabeto latino passou a ser usado na impressão de notas do país (som). Desde 2004, os websites oficiais foram alterados para o alfabeto latino, quando escritos em usbeque. A maior parte das placas nas ruas também já estão no alfabeto latino.
Na província chinesa de Xinjiang o usbeque não possui uma ortografia oficial. Alguns falantes utilizam-se do alfabeto cirílico, enquanto outros utilizam o alfabeto uigur.
Esta tabela mostra a versão usbeque dos alfabetos cirílico e latino, e seus sons correspondentes:
| Latino | Cirílico | AFI    |
| ------ | -------- | ------ |
| A a    | А а      | /a, æ/ |
| B b    | Б б      | /b/    |
| D d    | Д д      | /d̪/    |
| E e    | Е е, Э э | /e/    |
| F f    | Ф ф      | /ɸ/    |
| G g    | Г г      | /g/    |
| H h    | Ҳ ҳ      | /h/    |
| I i    | И и      | /i, ɨ/ |
| J j    | Ж ж      | /dʒ/   |
| K k    | К к      | /k/    |
| L l    | Л л      | /l/    |
| M m    | М м      | /m/    |
| N n    | Н н      | /n/    |
| O o    | О о      | /ɒ, o/ |
| P p    | П п      | /p/    |
| Q q    | Қ қ      | /q/    |
| R r    | Р р      | /r/    |
| S s    | С с      | /s/    |
| T t    | Т т      | /t̪/    |
| U u    | У у      | /u, y/ |
| V v    | В в      | /w/    |
| X x    | Х х      | /χ/    |
| Y y    | Й й      | /j/    |
| Z z    | З з      | /z/    |
| O’ o’  | Ў ў      | /ɤ̟/    |
| G’ g’  | Ғ ғ      | /ʁ/    |
| Sh sh  | Ш ш      | /ʃ/    |
| Ch ch  | Ч ч      | /tʃ/   |
| '      | ъ        | /ʔ/    |

## Amostra de texto
| Barcha odamlar erkin, qadr-qimmat va huquqlarda teng bo'lib tug'iladilar. Ular aql va vijdon sohibidirlar va bir-birlari ila birodarlarcha muomala qilishlari zarur. | Барча одамлар эркин, қадр-қиммат ва ҳуқуқларда тенг бўлиб туғиладилар. Улар ақл ва виждон соҳибидирлар ва бир-бирлари ила биродарларча муомала қилишлари зарур. | Todos os seres humanos nascem livres e iguais em dignidade e direitos. São dotados de razão e consciência e devem agir em relação uns aos outros com espírito de fraternidade. |